# Хасимото, Синдзи
Синдзи Хасимото (яп. 橋本 真司 Хасимото Синдзи) — бывший игровой продюсер компании Square Enix, в настоящее время главный консультант Sony Music Entertainment Japan и член совета директоров Forwardworks. Хасимото более десяти лет работал бренд-менеджером серии Final Fantasy, был исполнительным директором совета директоров Square Enix и в течение шести лет возглавлял бизнес-подразделение Square Enix 3. Также Хасимото является одним из создателей серии Kingdom Hearts. Он занимал должность корпоративного директора 1-го отдела производства компании с момента его основания.
В мае 2021 года Хасимото объявил о переходе в Square Enix Holdings в качестве корпоративного консультанта, обучающего будущих руководителей компании, после ухода с должности исполнительного директора и бренд-менеджера Final Fantasy в Square Enix Co.
31 мая 2022 года Хасимото покинул Square Enix. 16 июня 2022 года он объявил о своём назначении главным консультантом Sony Music Entertainment Japan и членстве в совете директоров ForwardWorks.

## Биография

### Ранняя работа
Хасимото работал в компании по производству игрушек Bandai. В 1995 году он перешёл в Squaresoft (в дальнейшем — Square Enix), где работал большую часть жизни.

### Final Fantasy
Хасимото был рекламным продюсером игры Final Fantasy VII (1997). Отвечая на вопрос на E3 2008 о возможности создания ремейка Final Fantasy VII, Хасимото ответил, что в приоритете Square Enix находятся другие проекты, которые понравятся фанатам франшизы. По мере завершения работы над Kingdom Hearts (2002) и Final Fantasy X-2 (2003), команда использовала полученный опыт при создании подсерии Компиляция Final Fantasy VII для разработки игровой серии Fabula Nova Crystallis.

### Kingdom Hearts
Когда Square делила офисное здание в Токио с корпорацией Disney, Хасимото ехал в лифте с руководителем Disney, где они обсудили возможность создания игрового кроссовера между Square Enix и Disney под названием Kingdom Hearts. По словам Хасимото, качество Kingdom Hearts II (2005) является следствием успеха первой части и возросшего доверия Disney к Square Enix.

### Другие игры
Во время работы над Front Mission Evolved (2010) разработчикам было непросто сбалансировать скорость сражений в реальном времени с участием ванзеров, чтобы движения персонажей выглядели реалистично с учётом массы их тел, а сама игра при этом оставалась динамичной.

### Приоритеты
Во время обсуждения Final Fantasy XIII (2009) Хасимото упомянул, что Square Enix пытается сократить промежуток между японским релизом и выходом локализованных версий.

## Работы

### Игры
| Год  | Название                                     | Роль                          |
| ---- | -------------------------------------------- | ----------------------------- |
| 1986 | Kidō Senshi Z-Gundam: Hot Scramble           | Маркетинг                     |
| 1989 | Famicom Jump: Hero Retsuden                  | Продюсер                      |
| 1991 | Famicom Jump II: Saikyō no Shichinin         | Продюсер                      |
| 1993 | Dragon Ball Z                                | Продюсер                      |
| 1993 | JoJo’s Bizarre Adventure                     | Исполнительный продюсер       |
| 1994 | Dragon Ball Z 2: Super Battle                | Продюсер                      |
| 1995 | Front Mission                                | Продюсер                      |
| 1996 | Front Mission: Gun Hazard                    | Исполнительный продюсер       |
| 1996 | Treasure Hunter G                            | Продюсер                      |
| 1996 | Tobal No. 1                                  | Исполнительный продюсер       |
| 1997 | Final Fantasy VII                            | Рекламный продюсер            |
| 1997 | Tobal 2                                      | Продюсер                      |
| 1997 | Front Mission 2                              | Исполнительный продюсер       |
| 1997 | Einhander                                    | Исполнительный продюсер       |
| 1997 | Front Mission: Alternative                   | Продюсер                      |
| 1997 | Chocobo’s Dungeon                            | Продюсер                      |
| 1998 | Ehrgeiz                                      | Руководитель                  |
| 1999 | Final Fantasy VIII                           | Продюсер                      |
| 1999 | Chocobo Racing                               | Продюсер                      |
| 1999 | Cyber Org                                    | Продюсер                      |
| 2000 | Driving Emotion Type-S                       | Продюсер                      |
| 2000 | Final Fantasy IX                             | Продюсер                      |
| 2000 | The Bouncer                                  | Продюсер                      |
| 2001 | Wild Card                                    | Продюсер                      |
| 2002 | Kingdom Hearts                               | Продюсер                      |
| 2004 | Kingdom Hearts: Chain of Memories            | Продюсер                      |
| 2005 | Final Fantasy IV Advance                     | Исполнительный продюсер       |
| 2005 | Kingdom Hearts II                            | Продюсер                      |
| 2006 | Final Fantasy V Advance                      | Исполнительный продюсер       |
| 2006 | Final Fantasy VI Advance                     | Исполнительный продюсер       |
| 2006 | Final Fantasy Fables: Chocobo Tales          | Исполнительный продюсер       |
| 2007 | Kingdom Hearts Re:Chain of Memories          | Продюсер                      |
| 2007 | The World Ends with You                      | Продюсер                      |
| 2007 | Final Fantasy Fables: Chocobo’s Dungeon      | Исполнительный продюсер       |
| 2008 | Kingdom Hearts coded                         | Исполнительный продюсер       |
| 2008 | Dissidia Final Fantasy                       | Исполнительный продюсер       |
| 2009 | Kingdom Hearts 358/2 Days                    | Исполнительный продюсер       |
| 2009 | Final Fantasy XIII                           | Исполнительный продюсер       |
| 2010 | Kingdom Hearts Birth by Sleep                | Исполнительный продюсер       |
| 2010 | Lufia: Curse of the Sinistrals               | Исполнительный продюсер       |
| 2010 | Front Mission Evolved                        | Продюсер, создатель концепции |
| 2010 | Kingdom Hearts Re:coded                      | Исполнительный продюсер       |
| 2010 | The 3rd Birthday                             | Исполнительный продюсер       |
| 2011 | Dissidia 012 Final Fantasy                   | Исполнительный продюсер       |
| 2011 | Imaginary Range                              | Продюсер                      |
| 2011 | Final Fantasy Type-0                         | Исполнительный продюсер       |
| 2011 | Final Fantasy XIII-2                         | Исполнительный продюсер       |
| 2012 | Theatrhythm Final Fantasy                    | Исполнительный продюсер       |
| 2012 | Kingdom Hearts 3D: Dream Drop Distance       | Исполнительный продюсер       |
| 2013 | Final Fantasy All the Bravest                | Исполнительный продюсер       |
| 2013 | Kingdom Hearts HD 1.5 Remix                  | Исполнительный продюсер       |
| 2013 | Lightning Returns: Final Fantasy XIII        | Исполнительный продюсер       |
| 2013 | Final Fantasy X/X-2 HD Remaster              | Исполнительный продюсер       |
| 2014 | Theatrhythm Final Fantasy: Curtain Call      | Исполнительный продюсер       |
| 2014 | Kingdom Hearts HD 2.5 Remix                  | Исполнительный продюсер       |
| 2014 | Final Fantasy Explorers                      | Исполнительный продюсер       |
| 2015 | Kingdom Hearts Unchained χ                   | Исполнительный продюсер       |
| 2016 | World of Final Fantasy                       | Продюсер                      |
| 2016 | Final Fantasy XV                             | Продюсер                      |
| 2017 | Kingdom Hearts HD 2.8 Final Chapter Prologue | Исполнительный продюсер       |
| 2018 | Dissidia Final Fantasy NT                    | Исполнительный продюсер       |
| 2019 | Kingdom Hearts III                           | Исполнительный продюсер       |
| 2019 | Left Alive                                   | Продюсер                      |
| 2020 | Final Fantasy VII Remake                     | Исполнительный продюсер       |
| 2021 | Neo: The World Ends with You                 | Исполнительный продюсер       |

### Фильмы
| Год  | Название                                                    | Роль                    |
| ---- | ----------------------------------------------------------- | ----------------------- |
| 2005 | Последняя фантазия VII: Дети пришествия                     | Продюсер                |
| 2005 | Last Order: Final Fantasy VII                               | Исполнительный продюсер |
| 2009 | Последняя фантазия VII: Дети пришествия Режиссёрская версия | Продюсер                |
| 2016 | Кингсглейв: Последняя фантазия XV                           | Продюсер                |